# Ларкана
Ларкана (урду لاڑکانہ, англ. Larkana) — місто розташоване в північно-західній частині провінції Сінд в Пакистані. Це сімнадцяте за величиною місто Пакистану. У 2014 році населення міста складає 1,563,040 осіб. Ларкана має 6 представницьких місць у Провінційній асамблеї провінції Сінд. 